# شهرستان لینگاو
شهرستان لینگاو (به لاتین: Lingao County) یک منطقهٔ مسکونی در چین است که در هاینان واقع شده‌است. شهرستان لینگاو ۳۹۹٬۰۵۷ نفر جمعیت دارد.